# Artur Wehrli

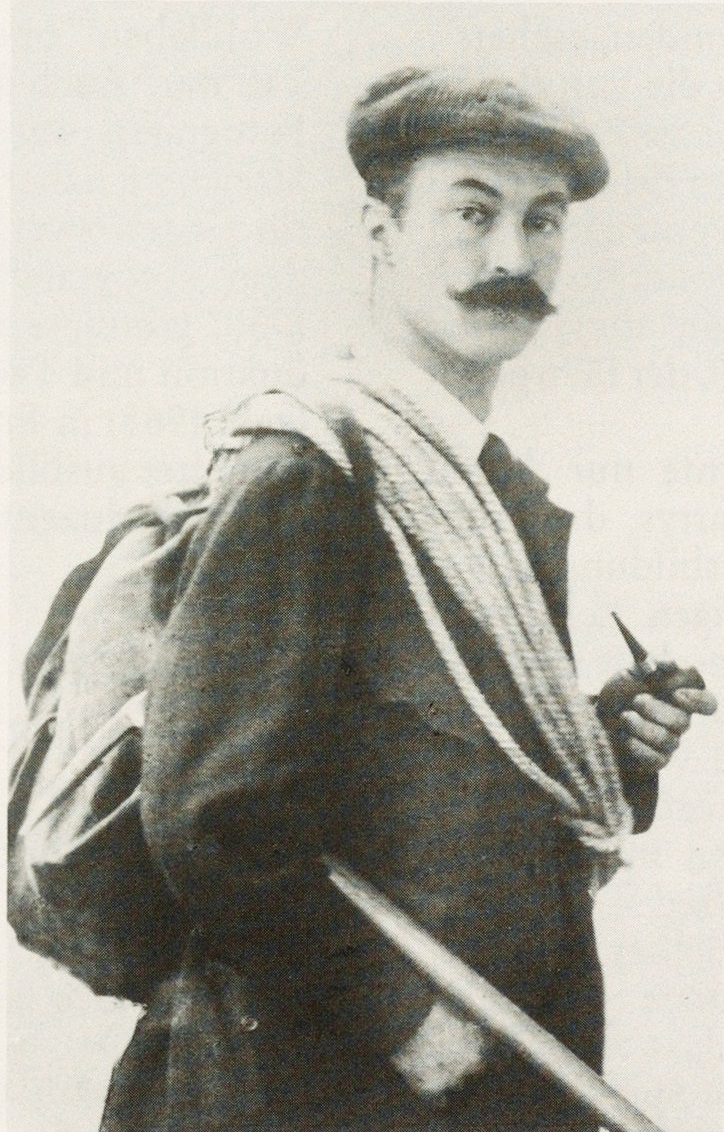
Artur Wehrli, Schweizer Alpinist und Fotograf

Blick vom Hohtälligrat auf das Ober Gabelhorn und die Wellenkuppe

Drei Bergsteiger an der Zermatter Breithornseite, Blick auf Rimpfischhorn und Strahlhorn

Artur Wehrli (geboren 1876; gestorben 1915) war ein Schweizer Fotograf. Zusammen mit seinen zwei älteren Brüdern, Bruno (1867–1927) und Heinrich, genannt Harry (1969), erschlossen die drei Brüder breiten Bevölkerungsschichten die alpine Welt der Landschaftsfotografie und spielten eine zentrale Rolle bei der Kommerzialisierung der Bild-Postkarte.

## Leben und Werdegang
Artur wuchs in einer kinderreichen Familie auf. Der Vater bekleidete in der Weberei Rieter eine leitende Stellung. Die Mutter, geborene Luise Füssmann, arbeitete als Stickereizeichnerin. Zuerst wohnte die Familie in Winterthur-Wülflingen und ab Frühjahr 1883 in Kilchberg im Kanton Zürich. Artur hatte zwei Brüder und vier Schwestern. Der Vater starb, als Artur sieben Jahre alt war.
Artur besuchte in Kilchberg die Grund- und Sekundarschule. Danach schloss er die Industrieschule Zürich ab und machte bei der Lichtdruckerei und Verlagsanstalt Schröder & Co. die Fotografenlehre.
Die Wehrli-Brüder gehörten zu den ersten Skisportlern in Kilchberg und waren Mitglieder der Kilchberger Alpenclub-Sektion Wiesel. 1905 erlangten die Wehrlis das Bürgerrecht der Gemeinde Kilchberg.
Artur blieb unverheiratet. Er starb im Aktivdienst an einer Lungenentzündung. Er wurde am 30. März 1915 in Kilchberg militärisch bestattet.

## Werk

### Geschäftstätigkeit
Mitte der 1890er Jahre gründeten die Wehrli-Brüder ihr eigenes Geschäft an der Alten Landstrasse in Winterthur. Bereits 1897 waren vier Mitarbeiterinnen angestellt. Nach der Jahrhundertwende konnten die Wehrli-Brüder ihr Geschäft mit Neu- und Anbauten an der Alten Landstrasse, der Weinbergstrasse und der Paradiesstrasse in Winterthur ausbauen.
Mit dem Aufkommen des Tourismus in der 2. Hälfte des 19. Jahrhunderts gelangte das Geschäft mit bebilderten Postkarten zum Durchbruch. Da die Rückseite die ersten zehn Jahre ausschliesslich für die Adresse reserviert war, waren die ersten Ansichtskarten auf der Bildseite mit Grussworten übersät. Nebst der Photoglob aus Zürich gehörten die Gebrüder Wehrli zu den führenden Kräften in diesem Metier. Sie blieben bei ihrer traditionellen Schwarzweissfotografie, die sie ausschliesslich in den Formaten 13 × 18 cm und 18 × 24 cm vertrieben. Aber sie nutzten den Photochromdruck zur Herstellung von farbigen Postkarten.  Und neben den Postkarten stellten sie auch Fotoalben und Panoramafotos her. Für die Weltausstellung in St. Louis 1904 stellten sie ein Panoramabild des Gornergrats auf Bromsilber-Papier von über 20 m Breite und 2 m Höhe her.
Nebst den touristisch attraktiven Orten im Bündnerland, im Berner Oberland, im Wallis und im Genferseegebiet dokumentierten die Gebrüder Wehrli auch abgelegenere, dafür landschaftlich umso reizvollere Gegenden des Alpen- und Voralpengebietes. Das Kartengeschäft war damals mit zeitintensiven und aufgrund der schweren und sperrigen Geräte auch beschwerlichen Reisen verbunden.
1904 fusionierten die Fotografengeschäfte Gebrüder Wehrli Kilchberg und Bachmann Luzern zur Aktiengesellschaft Photographie-Verlag Wehrli A.-G. Die Zahl der Angestellten hatte sich seit 1897 mehr als verdoppelt. Nach dem Tod Harry Wehrlis, des bisherigen Geschäftsführers, übernahm Adolf Zehnder, Präsident des Verwaltungsrates, die administrative Leitung des Unternehmens. Bruno Wehrli machte sich ab 1914 selbständig. Er produzierte aber im Auftragsverhältnis unter dem Namen Verlag Wehrli AG weiterhin Postkarten für die Wehrli AG, die fortan als reine Vertriebsgesellschaft geschäftete.

### Fotografie
Artur Wehrli stellte Schwarzweiss-Fotos in hoher Qualität her. Er und sein Bruder Bruno dokumentierten gemeinsam alle touristischen Orte der Schweiz. Nebst Landschaften wählten sie oft auch Hotels, bekannte Denkmäler, imposante Brücken und Bergbahnen für ihre Sujets. Als aktive Alpinisten transportierten sie ihre fotografischen Gerätschaften und notwendigen Utensilien für die Entwicklung bis in die Hochalpen. Mit ihren Bildern trugen sie zur Popularität der Bergwelt bei. Viele ihrer Aufnahmen kanonisierten sich im Laufe der Zeit zu eigentlichen Postkartensujets.
Dank der Photochromie-Technik druckte der Photographie-Verlag Wehrli A.-G. auf der Basis von s/w-Bildern auch farbige Postkarten.

## Bedeutung
Trotz Haller und Rousseau und trotz der Tatsache, dass Maler und Kupferstecher bereits Ansichten der Gebirgswelt vermittelten, wurden die Hochalpen im 18. und in der ersten Hälfte des 19. Jahrhunderts kaum als Landschaften, als paysages wahrgenommen, sondern bestenfalls als pays. Es waren die Fotografen und ihre neue Kunst ab Mitte des 19. Jahrhunderts, die breite Bevölkerungsschichten mit realitätsnahen Bildern der hochalpinen Eis- und Felswelt bekannt machten.
Die ersten zwei Generationen der Alpinfotografen richteten sich an ein elitäres Publikum, das für den künstlerischen Wert und die technischen Schwierigkeiten einer solchen Fotografie Verständnis hatte und über die finanziellen Mittel verfügte, um solche Fotos erwerben zu können. Hugger rechnet die Gebrüder Wehrli der dritten Generation dieser Alpinfotografen zu. Bruno und Artur Wehrli waren selber Alpinisten. Ihre Sujets brachten dem breiten Publikum die Wildheit und Schroffheit der bisher weitgehend unbekannten Welt der Alpen nahe.
Die Bedeutung der fotografischen Leistung der Gebrüder Wehrli besteht in der Popularisierung der Gebirgsfotografie. Das trifft einerseits auf die Sujets zu, welche die Wildheit, Schroffheit der Alpenwelt und die Kühnheit der Alpinisten, aber auch die zu Sinnbildern des Friedens, der seelischen Erhebung kondensierten Gebirgslandschaften gekonnt ins Bild setzen. Andererseits trifft dies auch auf die Vermarktung der so gewonnenen Bilder als günstige Ansichtskarten zu, was die Popularisierung beförderte.

Bergsteigerseilschaft am Triftgletscher
Allmendhubel mit Eiger, Mönch, Jungfrau
Lauterbrunnen, Ortsteilansicht
Skijöring-Gruppe
Blick auf das Hotel «Bellevue» auf dem Pilatus
Hotel «Mont Rose» in Zermatt

Zinalrothorn
Kandersteg, Klus
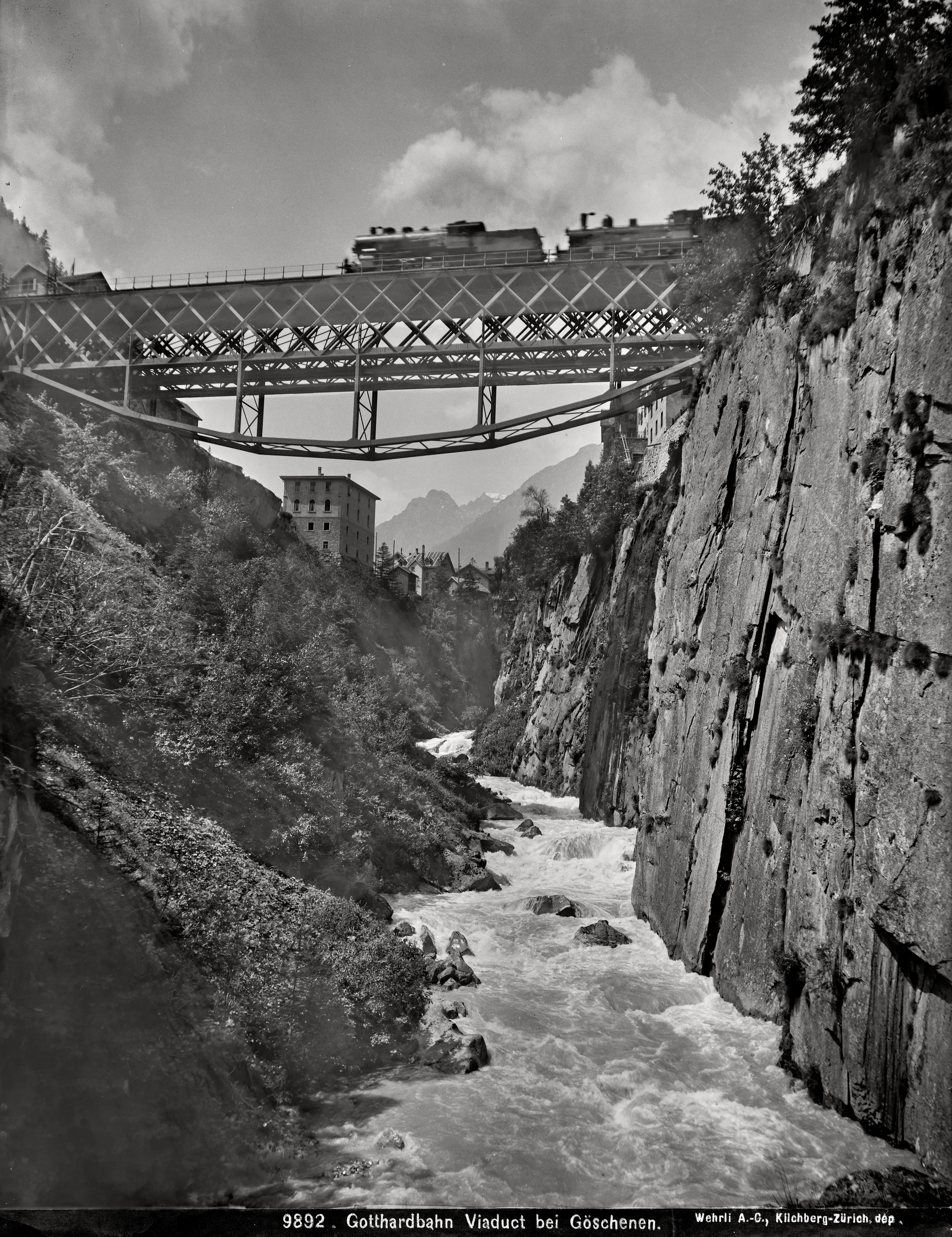
Viadukt bei Göschenen

## Nachlass und Sammlungen
Ein Teil der Negative der Gebrüder Wehrli ist seit 1974 im Eidgenössischen Archiv für Denkmalpflege in Bern eingelagert.  1977 übernahm das Eidgenössische Archiv für Denkmalpflege die Sammlung Wehrli, die 34'000 Glasplatten der Formate 13 × 18 cm und 18 × 24 cm umfasste. Ausserdem kam der gesamte Bestand der s/w-Negative der Firma Photoglob-Wehrli AG, das sind 120'000 Negative, zu dieser Zeit als Dauerdepositum ins Eidgenössische Archiv für Denkmalpflege.